# 莉娜·特涅利
莉娜·格里戈里耶芙娜·特涅利（俄语：Лина Григорьевна Тынель，羅馬化：Lina Grigor'yevna Tynel'，1932年9月15日—1999年12月5日），出生于楚科奇斯涅日诺耶，苏联楚科奇族政治、教育人物，曾任楚科奇执行委员会主席、最高苏维埃民族院代表等职。

## 生平
莉娜在六岁时因失去了父亲而搬到了坎恰兰（Канчалан）的姑姑家。1939年，莉娜到当地的学校学习，苏德战争爆发后先后在坦尤列尔（Танюрер）寄宿学校和阿纳德尔的学校学习俄语。1956年，莉娜毕业于列宁格勒师范学院（今赫尔岑大学）后，在马加丹教师高级培训学院（Магаданском институте усовершенствования учителей）担任检查员，后转赴阿纳德尔教授楚科奇语。
1958年—1962年间，莉娜在马加丹图书出版社（Магаданском книжном издательстве）编辑部工作，1963年升任报纸《苏维埃楚科奇》（Советская Чукотка）的副主编，1965年加入苏联共产党，1967年转任马加丹教师高级培训学院讲师。1970年，莉娜当选楚科奇民族区执行委员会主席。在她任内，苏联于1977年修改宪法，楚科奇民族区获得了自治区的地位。1980年卸任执行委员会主席后，莉娜回到马加丹图书出版社继续担任编辑。

## 家庭
莉娜出生在牧民家庭，她的姓氏“特涅利”在楚科奇语中是“绽放”的意思。莉娜五岁时，她因为她父亲的一句“了解萨满教”的玩笑而失去了她的父亲，抚养莉娜长大的是她的姑姑。莉娜的丈夫是尤里·罗勒特尔金纳（Юрия Рольтыргина）。